# Юхновець-Косьцельний
Юхновець-Косьцельни (пол. Juchnowiec Kościelny) — село в Польщі, у гміні Юхновець-Косьцельний Білостоцького повіту Підляського воєводства.
Населення — 314 осіб (2011).
У 1975-1998 роках село належало до Білостоцького воєводства.

## Демографія
Демографічна структура станом на 31 березня 2011 року:
|          | Загалом | Допрацездатний вік | Працездатний вік | Постпрацездатний вік |
| -------- | ------- | ------------------ | ---------------- | -------------------- |
| Чоловіки | 151     | 41                 | 91               | 19                   |
| Жінки    | 163     | 35                 | 94               | 34                   |
| Разом    | 314     | 76                 | 185              | 53                   |